# Lariniaria argiopiformis
Lariniaria argiopiformis är en spindelart som först beskrevs av Friedrich Wilhelm Bösenberg och Embrik Strand 1906.  Lariniaria argiopiformis ingår i släktet Lariniaria och familjen hjulspindlar. Inga underarter finns listade i Catalogue of Life.